# Линейные корабли типа «Конте ди Кавур»
Линейные корабли типа «Конте ди Кавур» (итал. Classe Conte di Cavour — «тип „Граф Кавур“») — серия линейных кораблей Королевского итальянского флота. Названы в честь Камилло Бенсо, графа Кавура, итальянского политического деятеля.

## История создания
Еще во время закладки первого линкора Итальянского ВМФ «Данте Алигьери», в Италии появились сведения что Австро-Венгрия спешно начала разработку своих дредноутов. Также в Австро-Венгрии были решено поставить на свои линкоры трёхорудийные башни. Создание чертежей нового линкора было поручено контр-адмиралу Эдоардо Масдеа. Масдеа предложил новый проект более крупного корабля с оригинальным размещением артиллерии в пяти башнях: в носу и корме нижние башни были трехорудийными, а верхние — двухорудийными. Еще одна трехорудийная башня располагалась точно на миделе — между дымовыми трубами.
Появление новых английских дредноутов с 15-дюймовыми орудиями главного калибра сделало очевидным устаревание итальянских линкоров ещё на стапеле.

## История строительства
Летом 1910 года на трёх итальянских верфях были заложены три линкора нового типа. Линкоры строились на верфях «Арсенале» в Специи, «Ансальдо» в Генуе и «Одеро» в Фоче близ Генуи. Новые линкоры получили названия: «Конте ди Кавур», «Джулио Чезаре», «Леонардо да Винчи».

## Представители
| Название          | Закладка | Принятие на вооружение | Статус                                                              |
| ----------------- | -------- | ---------------------- | ------------------------------------------------------------------- |
| Конте ди Кавур    | 1910     | 1915                   | Потоплен 11 ноября 1940 года.                                       |
| Джулио Чезаре     | 1910     | 1914                   | Передан СССР в качестве репарации в 1948 году.                      |
| Леонардо да Винчи | 1910     | 1914                   | Перевернулся и затонул в 1916 году. Разобран на металл в 1923 году. |

## Конструкция

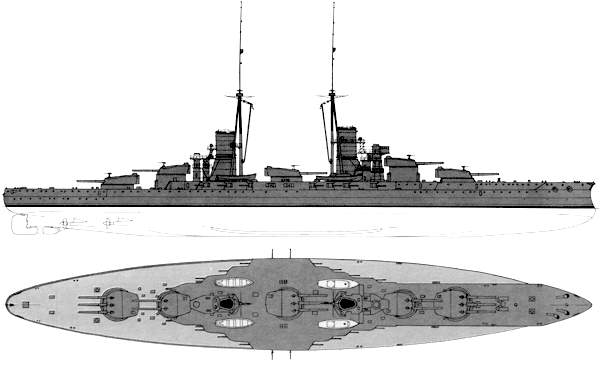
Первоначальный вид дредноутов типа «Конте ди Кавур»

### Корпус и надстройки
На стадии проектирования линкоров типа «Конте ди Кавур» обводы корпуса многократно испытывались в экспериментальном бассейне. Корма имела закругленную форму с двумя рулями, расположенными в продольной оси корпуса.
Корпус линкора был выполнен почти целиком из высокопрочной стали и имел на всем протяжении двойное дно. На корабле было три палубы: броневая, главная, верхняя.
Профиль корабля был намеренно сделан симметричным, чтобы противник не сразу мог определить направление движения. В центре корпуса находилась башня главного калибра № 3, в нос и корму от неё располагались две мачты, далее к оконечностям следовали разнесённые трубы, боевая рубка и симметричный ей кормовой командный пост, и завершали силуэт две группы башен ГК — носовая и кормовая. Носовые башни располагались на палубе полубака — на ярус выше кормовых.
Поскольку фок-мачта размещалась сразу за дымовой трубой, её марс на ходу постоянно окутывался дымом. Этот недостаток был устранён в ходе ремонта 1924 г., когда фок-мачту срезали и перенесли вперёд от трубы. Основание старой мачты использовали для крепления грузовой стрелы. Более поздние линейные корабли типа «Андреа Дориа» изначально имели фок-мачту перед трубой.
Корабли имели протяжённый полубак, суженный в районе носовых башен главного калибра, а в центре корпуса переходящий в широкий каземат, ромбовидный в плане, в котором располагались четыре группы 120-мм орудий. Жилые помещения как офицеров, так и кубрики матросов были сильно разнесены по длине корабля, достаточно велики и комфортабельны по меркам тех лет.

### Вооружение
Орудия главного калибра линкоров типа «Конте ди Кавур» были спроектированы фирмой «Армстронг». Для линкора «Конте ди Кавур» орудия главного калибра изготавливались в Италии фирмой «Виккерс-Терни», для «Леонардо да Винчи» — в Англии фирмой «Армстронг», а для «Джулио Чезаре» — итальянским филиалом английского «Армстронг» в Поццуоли близ Неаполя с помощью ведущей фирмы.
Орудия главного калибра располагались в 5 башнях, установленных в диаметральной плоскости корабля так, что в нос и корму могли стрелять по 5 стволов, а на любой борт — все 13 стволов. Орудийные башни № 1, № 3 и № 5 были трёхорудийные, а возвышенные башни № 2 и № 4 — двухорудийные. Углы обстрела башен № 1 и № 5 равнялись 300°, № 2 и № 4 — 310°, а № 3 — в теории 360°, хотя на практике её носовой и кормовой сектора заслонялись трубами и надстройками. Боезапас каждого 305-мм орудия составляли 40 бронебойных снарядов и 30 осколочных.
Артиллерия противоминного калибра состояла из 18 × 120 мм орудий Виккерс образца 1909 года. Они располагались под надстройкой полубака в центре корабля. Восемь из них могли вести огонь по носу, шесть — по корме и девять — по каждому борту. Боезапас этих орудий состоял из 3600 снарядов.
Линкоры типа «Конте ди Кавур» имели 14 × 76 мм зенитных орудий Виккерса образца 1909 года, которые стояли открыто на башнях, центральной надстройке и верхней палубе. Они могли располагаться на 30 различных позициях.
Артиллерийские погреба располагались тремя группами: носовой, центральной и кормовой, но все они находились под главной броневой палубой. Подача боеприпасов главного калибра линкоров осуществлялась гидравлическим способом, а наводка стволов — электрогидравлической системой.
Также на кораблях были установлены подводные торпедные аппараты: два носовых и один кормовой.

### Силовая установка
Строившийся на государственной верфи «Кавур» был меньше всего перегружен, и его водоизмещение в результате более тщательного весового контроля оказалось меньше других. Но и ему не удалось на приемных испытаниях достичь проектной скорости 22,5 узла, хотя все три корабля проектную мощность превысили. («Джулио Чезаре» — 30 700 л. с.=21,56 узла, «Леонардо да Винчи» — 32 300 л. с.=21,6 узла, «Конте ди Кавур» — 31 278 л. с.=22,2 узла.) В результате выгода за счёт ослаблния бронирования оказалась ничтожной.

## Модернизация 1930-х гг
В 1933—1937 гг. оба уцелевших линкора — «Джулио Чезаре» и «Конте ди Кавур» — подверглись глубокой модернизации с полной заменой механизмов, надстроек и обновлением всего вооружения.
Главная идея модернизации состояла в удалении средней орудийной башни и размещении на месте её подбашенных отделений новых машин.
Носовую часть линкоров удлинили на 10.3 м и снабдили наклонным («клиперным») форштевнем. Удлинение корпуса понадобилось прежде всего для обеспечения более высокой скорости, не совместимой со старыми обводами. При этом старая носовая часть вместе с форштевнем оставалась на прежнем месте уже внутри корпуса.
Новая энергетическая установка хотя и весила на треть меньше старой, но развивала втрое большую мощность, благодаря чему (а также улучшенным обводам) модернизированные линкоры смогли развивать скорость в 28 узлов. Механизмы разместили в шахматном порядке — по левому борту спереди находились котлы, за ними — турбины, а по правому — наоборот. Установка работала на два вала, поэтому внешняя пара валов с винтами была удалена.
Калибр орудий был увеличен до 320 мм путём рассверливания 305-мм орудий. Хотя количество стволов уменьшилось с 13 до 10, масса залпа осталась сопоставимой (5250 кг против 5876), увеличилась дальнобойность (за счёт большего угла возвышения) и бронепробиваемость. Новые пушки дополнялись достаточно совершенной системой управления огнём. В результате вооружение модернизированных линкоров типа «Конте ди Кавур» оказалось вполне конкурентоспособным в сравнении с орудиями французских кораблей.
Полностью обновилась и вспомогательная артиллерия. Вместо казематных 120-мм пушек было установлено шесть спаренных башенных установок (того же калибра, но более современной модели), размещённых на верхней палубе, а также восемь 100-мм зениток.
Также была увеличена толщина брони. Толщина главной броневой палубы над энергетической установкой составила 80 мм, а над погребами — 100 мм.
Была изменена противоторпедная защита линкоров. Главный конструктор генерал Пульезе предложил оформить её в виде двух концентрических труб: внутренняя была полой и предназначалась для гашения силы подводного взрыва, а внешняя на удаленной от борта стороне представляла собой 25-мм полукруглую броневую переборку.

## История службы

### Первая мировая война
В августе 1914 года началась Первая мировая война. Три линкора типа «Конте ди Кавур» входили в 1-ю Боевую дивизию контр-адмирала К.Корси. Линкором «Конте ди Кавур» — командовал капитан 1 ранга Солари, «Джулио Чезаре» — капитан 1 ранга Марцоло, «Леонардо да Винчи» — капитан 1 ранга Морино.
Италия не сразу вступила в войну, долго решала, чью сторону ей выгоднее принять. Хотя к моменту начала она входила в состав Тройственного союза вместе с Германией и Австро-Венгрией, Антанте удалось добиться нейтралитета Италии. Выступление Италии на стороне Германии сделало бы положение союзников на Средиземном море угрожающим. В конце концов обещания удовлетворить все притязания Италии на Адриатике за счет Австро-Венгрии подтолкнули её выступить на стороне Антанты.
На момент объявления войны 24 мая 1915 года все дредноуты типа «Конте ди Кавур» находились в главной базе Таранто, входя в состав 1-й дивизии линейных кораблей контр-адмирала Корси, причем новейший «Конте ди Кавур» стал флагманом главнокомандующего вице-адмирала Луиджи ди Савойя. Командиром «Джулио Чезаре» был уже капитан 1 ранга Лобетти, а «Леонардо да Винчи» — капитан 1 ранга С.Писенарди. За день до этого на борту «Конте ди Кавур» состоялась встреча командующего английским Средиземноморским флотом адмирала Гэмбла с начальником итальянского главного морского штаба вице-адмиралом Паоло ди Ревел и главнокомандующим герцогом Абруцким, на которой обсуждались вопросы взаимодействия флотов.
Сразу после объявления войны Италия приступила к блокаде австрийского побережья. Задачей линкоров типа Конте ди Кавур был бой с Австро-Венгерскими дредноутами типа «Вирибус Унитис». В других случаях рисковать ими не разрешалось. К 1916 году итальянцы располагали шестью дредноутами против четырех австрийских, но они считали, что в эскадренном сражении австрийцы будут иметь в составе главных сил еще три мощных додредноута и примут бой на отходе строем фронта.
Вскоре после начала войны на Адриатике выяснилось, что не австрийские линкоры находящиеся на базах являются главной опасностью. Подводные лодки, потопившие за неделю июля 1915 года три больших броненосных крейсера, в том числе два итальянских, резко изменили довоенные взгляды на средства достижения господства на море. Подводная угроза заставила все крупные итальянские корабли стоять в гаванях.
Одной из немногих операций, к которой привлекались дредноуты, была оккупация базы Курцола на полуострове Саббионцела в Италии в которой участвовали все три линкора типа «Конте ди Кавур».
Но и нахождение итальянских линкоров на базе не избавило их от потерь. 2 августа 1916 года на только что вышедшем из дока Таранто «Леонардо да Винчи» погрузили дополнительный боезапас для учебной стрельбы, чтобы не тратить основной боекомплект. Опасный груз приняли во вполне удовлетворительном состоянии, всего на корабле находилось 846 305-мм, 2866 120-мм снарядов и 2 торпеды, а также полный запас топлива. Примерно в 23:00 офицеры и команда, находящиеся в нижних палубах, почувствовали сотрясение, которое одни сравнивали потом со взрывом, а другие — с вытравливанием якорной цепи.
Действие взрыва начало распространяться по кормовой 120-мм батарее правого борта, а из горловины вентилятора охлаждения вблизи элеватора № 10 показался дым. После объявления боевой тревоги командир корабля увидел, что дым выходит из отделения пятой башни, и, поняв, что в погребе происходит пожар, приказал затопить погреба обеих кормовых башен. Погреба быстро затопили, для тушения пожара разнесли шланги. Но в 23:16 из элеватора № 10 показалось сильное пламя, которое проникло в батарею и стало быстро распространяться в носовую часть корабля. Пробивающиеся из всех отверстий огонь и дым заметили на стоящих на рейде кораблях.
Через 6 минут после появления пламени произошел взрыв, который по произведенным им разрушениям во много раз превзошел предыдущие. Силой взрыва смело за борт часть экипажа с верхних постов и повредило кингстоны затопления в носовой части корабля. Вода, попадавшая внутрь корпуса, свободно распространялась через открытые водонепроницаемые двери. В 23:40 линкор стал постепенно погружаться в воду кормой с креном на левый борт, который быстро увеличивался. В 23.45 корабль перевернулся кверху килем и затонул на глубине 10 метров.
Погибли 21 офицер из 34 и 227 человек команды из 1156. Следственная комиссия высказала несколько предположений, каждое из которых аргументировалось соответствующими фактами. Однако в ноябре 1916 года на причины гибели «Леонардо да Винчи» был пролит свет. Органы контрразведки раскрыли разветвленную шпионскую германскую организацию во главе с видным служащим папской канцелярии, которая занималась проведением диверсий на кораблях итальянского флота.
В течение 30 месяцев проводились судоподъемные работы, в которых участвовало до 150 рабочих. После ввода корабля в док вверх килем было установлено, что взрыв образовал значительную пробоину с двух бортов в районе выхода труб из корпуса и повредил большое количество водонепроницаемых переборок. После взрыва вода проникла в погреба боезапаса и соседние помещения, а также в коридор гребных валов. Распространению воды способствовали открытые двери, расположенные на 0,94 м выше киля. Когда вода проникла в элеваторы и затопила почти весь корабль, его остойчивость нарушилась, он опрокинулся и затонул за 10 минут.
В конце года «Конте ди Кавур» стал флагманом «Группы А», оставаясь вместе с «Джулио Чезаре» и «Данте Алигьери» в составе 1-й дивизии, продолжая базироваться на Таранто. В марте 1917-го все дредноуты находились в районе южной Адриатики и Ионического моря, чтобы обеспечивать операции на островах Ионического архипелага.

## Гибель кораблей
Все три корабля этого класса были потеряны в результате повреждений, причём не в открытом бою, а в своих гаванях: «Леонардо да Винчи» подорвался в Таранто в 1916 г., «Конте ди Кавур» был торпедирован во время налёта на Таранто в 1940 г., затем поднят для ремонта и вновь потоплен при бомбардировке Триеста в 1945 г., а «Джулио Чезаре», переданный Советскому Союзу под именем «Новороссийск», взорвался на рейде Севастополя в 1955 г.
Два из трёх кораблей — «Леонардо» и «Новороссийск» — взорвались на стоянке при отсутствии видимого противника. В обоих случаях рассматривались различные версии, от технической неисправности до диверсии. Любопытно, что гибели «Леонардо да Винчи» предшествовала аналогичная катастрофа броненосца «Бенедетто Брин» в 1915 г., тогда как «Новороссийск» погиб практически на том же месте и при таких же обстоятельствах, как линкор «Императрица Мария» в 1916 г.
«Леонардо» и «Новороссийск» при затоплении перевернулись вверх килем. «Кавур» в первый раз затонул на ровном киле, тогда как во второй — также перевернулся. Это можно рассматривать как следствие недостаточной остойчивости кораблей данного класса.